# Рэнтаро Микуни
Рэнтаро Микуни (яп. 三國 連太郎 Микуни Рэнтаро:, 1923—2013) — японский актёр.

## Биография
Родился 20 января 1923 года в Оте (префектура Гумма, Япония).
Мать будущего актёра забеременела им, будучи служащей по договору об отдаче в ученичество. Затем она вышла замуж за электрика, освоившего эту профессию во время службы в армии. Отчим Масао был буракумином, и мальчик нередко становился жертвой предрассудков, например, его автоматически заподозрили, когда у кого-то украли велосипед. Окончив начальную школу (6 классов), он хотел начать работать с отчимом, но тот настоял, чтобы Масао продолжил обучение. Через некоторое время Масао бросил среднюю школу и ушёл из дома. Несколько раз полиция доставляла его из Токио домой. Наконец он сбежал и с 16 до 20 лет странствовал по Японии и Корее, сменив множество работ. В 20 лет Масао получил повестку в армию, попытался уклониться от призыва, но был арестован полицией, когда на него заявила мать. Вместо наказания его отправили служить в Китай. Он был прикреплён к подразделению для некомпетентных, никогда не участвовал в боевых действиях.
По возвращении в Японию Масао пробавлялся случайными заработками. Однажды ему предложили пройти кинопробу. Масао, не имевший намерения становиться актёром, пошёл на пробу только потому, что ему пообещали продуктовые талоны. Он дебютировал в 1951 г. сразу в пяти фильмах, в том числе в фильме Кэйсукэ Киноситы «Добрая фея» в роли журналиста Рэнтаро Микуни; это имя стало его артистическим псевдонимом.
Фильмография Микуни насчитывает 181 фильм, он — трижды лауреат премии Японской академии в номинации «Лучший актёр», дважды лауреат премии «Голубая лента».
Сын — актёр Коити Сато.

## Избранная фильмография
- 1952 — Бродяги Сэнгоку / 戦国無頼 / Sengoku burai (реж. Хироси Инагаки)
- 1953 — Супруги / 夫婦 / Fûfu  (реж. Микио Нарусэ)
- 1953 — Жена / 妻 / Tsuma (реж. Микио Нарусэ)
- 1954 — Самурай: Путь воина / 宮本武蔵 / Miyamoto Musashi (реж. Хироси Инагаки)
- 1955 — Дневник полицейского / 警察日記 / Keisatsu nikki (реж. Сэйдзи Хисамацу)
- 1956 — Бирманская арфа / ビルマの竪琴 / Biruma no tategoto (реж. Кон Итикава)
- 1957 — Сводные братья / 異母兄弟 / Ibo kyoudai (реж. Миёдзи Иэки)
- 1958 — Барабан в ночи / 夜の鼓 / Yoru no tsuzumi (реж. Тадаси Имаи)
- 1959 — Песня тележки / 荷車の歌 / Niguruma no uta (реж. Сацуо Ямамото)
- 1961 — Содержание скотины / 飼育 / Shiiku (реж. Нагиса Осима)
- 1961 — Миямото Мусаси / 宮本武藏 / Miyamoto Musashi (реж. Тому Утида)
- 1962 — Восстание христиан / 天草四郎時貞 / Amakusa shiro tokisada (реж. Нагиса Осима)
- 1962 — Харакири / 切腹 / Seppuku (реж. Масаки Кобаяси)
- 1964 — Кайдан / 怪談 / Kaidan (реж. Масаки Кобаяси)
- 1965 — Беглец из прошлого (Пролив голода) / 飢餓海峡 / Kiga kaikyo (реж. Тому Утида)
- 1966 — Страсть / 愛欲 / Aiyoku (реж. Дзюнъя Сато)
- 1967 — Сокровенные желания богов / 神々の深き欲望 / Kamigami no fukaki yokubo  (реж. Сёхэй Имамура)
- 1970 — Война и люди. Часть 1: Увертюры судьбы / 戦争と人間　第一部　運命の序曲 / Senso to ningen: Unmei no jokyoku  (реж. Сацуо Ямамото)
- 1971 — Война и люди. Часть 2: Любви и печали гор и рек / 戦争と人間　第二部　愛と悲しみの山河 / Senso to ningen II: Ai to kanashimino sanga (реж. Сацуо Ямамото)
- 1972 — Обещание / 約束 / Yakusoku (реж. Коити Сайто)
- 1974 — Химико / 卑弥呼 / Himiko (реж. Масахиро Синода)
- 1976 — Клан Инугами / 犬神家の一族 / Inugami-ke no ichizoku (реж. Кон Итикава)
- 1978 — Никогда не сдаваться / 野性の証明 / Yasei no shōmei (реж. Дзюнъя Сато)
- 1979 — Месть за мной / 復讐するは我にあり / Fukushū suru wa ware ni ari (реж. Сёхэй Имамура)
- 1979 — Перевал Номуги / あゝ野麦峠 / Ah! Nomugi toge (реж. Сацуо Ямамото)
- 1988 — Сборщица налогов 2 / マルサの女2 / Marusa no onna 2 (реж. Дзюдзо Итами)
- 1989 — Рикю / 利休 / Rikyu (реж. Хироси Тэсигахара)
- 1992 — Принцесса Го / 豪姫 / Gô-hime (реж. Хироси Тэсигахара)
- 1993 — В тяжёлом состоянии / 大病人 / Daibyonin (реж. Дзюдзо Итами)
- 1999 — Жажда жизни / 生きたい / Ikitai (реж. Канэто Синдо)
- 2011 — Когда-нибудь / 大鹿村騒動記 / Ooshikamura soudouki (реж. Дзюндзи Сакамото)